# Danh sách hợp đồng thể thao giá trị nhất

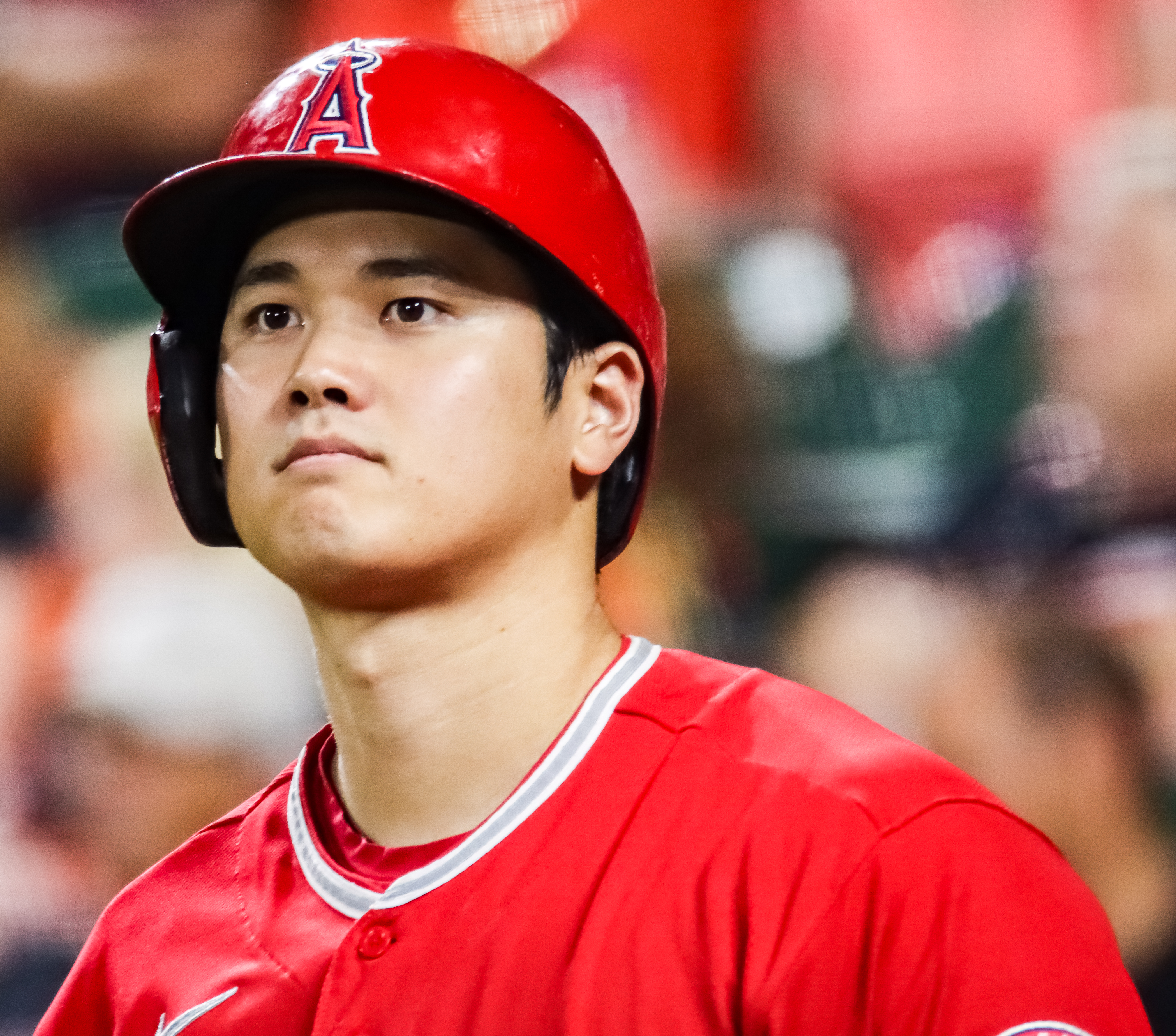
Shohei Ohtani, người ký hợp đồng thể thao giá trị nhất

Đây là Danh sách các hợp đồng thể thao giá trị nhất. Những con số này bao gồm tiền thưởng khi ký hợp đồng nhưng không bao gồm(mua lại và các giao dịch). Danh sách này không phản ánh mức lương hàng năm hoặc thu nhập.

## Hợp đồng thể thao giá trị nhất
| Hạng           | Tên                     | Đội                    | Môn                | Thời hạn hợp đồng   | Giá trị hợp đồng(USD) | Trung bình mỗi năm (USD) | Trung bình mỗi trận đấu/sự kiện (USD) | Nguồn         |
| -------------- | ----------------------- | ---------------------- | ------------------ | ------------------- | --------------------- | ------------------------ | ------------------------------------- | ------------- |
| 1              | Shohei Ohtani           | Los Angeles Dodgers    | Bóng chày          | 10 năm (2024–2033)  | $700,000,000          | $70,000,000              | $432,099                              | [ 2 ]         |
| 2              | Lionel Messi            | Barcelona              | Bóng đá            | 4 năm (2017–2021)   | $674,000,000          | $168,500,000             | $4,434,210                            | [ 3 ]         |
| 3              | Cristiano Ronaldo       | Al Nassr               | Bóng đá            | 2.5 năm (2023–2025) | $536,336,818          | $214,534,727             | $7,151,158                            | [ 4 ]         |
| 4              | Patrick Mahomes‡        | Kansas City Chiefs     | Bóng bầu dục Mỹ    | 10 năm (2020–2031)  | $450,000,000          | $45,000,000              | $2,465,686                            | [ 5 ]         |
| 5              | Karim Benzema           | Al-Ittihad             | Bóng đá            | 2 năm (2023–2025)   | $447,302,608          | $223,651,304             | $7,455,043                            | [ 4 ]         |
| 6              | Mike Trout              | Los Angeles Angels     | Bóng chày          | 12 năm (2019–2030)  | $426,500,000          | $35,541,667              | $219,393                              | [ 6 ]         |
| 7 (đồng hạng)  | Canelo Álvarez          | DAZN*                  | Quyền Anh          | 5 năm (2018–2023)   | $365,000,000          | $73,000,000              | $33,181,818                           | [ 7 ]         |
| 7 (đồng hạng)  | Mookie Betts            | Los Angeles Dodgers    | Bóng chày          | 12 năm (2021–2032)  | $365,000,000          | $30,416,667              | $187,757                              | [ 8 ]         |
| 9              | Aaron Judge             | New York Yankees       | Bóng chày          | 9 năm (2023–2031)   | $360,000,000          | $40,000,000              | $246,913                              | [ 9 ]         |
| 10             | Manny Machado           | San Diego Padres       | Bóng chày          | 11 năm (2023–2034)  | $350,000,000          | $31,818,818              | $196,409                              | [ 10 ]        |
| 11             | Francisco Lindor        | New York Mets          | Bóng chày          | 10 năm (2022–2031)  | $341,000,000          | $34,100,000              | $210,494                              | [ 11 ]        |
| 12             | Fernando Tatís Jr.      | San Diego Padres       | Bóng chày          | 14 năm (2021–2034)  | $340,000,000          | $24,285,714              | $149,912                              | [ 12 ]        |
| 13 (đồng hạng) | Max Verstappen          | Red Bull Racing        | Đua xe hơi         | 6 năm (2023–2028)   | $330,000,000          | $55,000,000              | $2,500,000                            | [ 13 ]        |
| 13 (đồng hạng) | Bryce Harper            | Philadelphia Phillies  | Bóng chày          | 13 năm (2019–2031)  | $330,000,000          | $25,384,615              | $156,695                              | [ 14 ]        |
| 15 (đồng hạng) | Giancarlo Stanton       | Miami Marlins*         | Bóng chày          | 13 năm (2015–2027)  | $325,000,000          | $25,000,000              | $154,320                              | [ 15 ]        |
| 15 (đồng hạng) | Yoshinobu Yamamoto      | Los Angeles Dodgers    | Bóng chày          | 12 năm (2024-2035)  | $325,000,000          | $27,083,333              | $167,181                              | [ 16 ]        |
| 15 (đồng hạng) | Corey Seager            | Texas Rangers          | Bóng chày          | 10 năm (2022–2031)  | $325,000,000          | $32,500,000              | $200,617                              | [ 17 ]        |
| 18             | Gerrit Cole             | New York Yankees       | Bóng chày          | 9 năm (2020–2028)   | $324,000,000          | $36,000,000              | $222,222                              | [ 18 ]        |
| 19             | Rafael Devers           | Boston Red Sox         | Bóng chày          | 10 năm (2024–2033)  | $313,500,000          | $31,350,000              | $193,519                              | [ 19 ]        |
| 20             | Jaylen Brown            | Boston Celtics         | Bóng rổ            | 5 năm (2024–2029)   | $303,734,891          | $60,746,978              | $740,816                              | [ 20 ]        |
| 21 (đồng hạng) | Manny Machado           | San Diego Padres       | Bóng chày          | 10 năm (2019–2028)  | $300,000,000          | $30,000,000              | $185,185                              | [ 21 ]        |
| 21 (đồng hạng) | Trea Turner             | Philadelphia Phillies  | Bóng chày          | 11 năm (2023–2033)  | $300,000,000          | $27,272,727              | $168,350                              | [ 22 ]        |
| 23             | Bobby Witt Jr.          | Kansas City Royals     | Bóng chày          | 11 năm (2024-2034)  | $288,700,000          | $26,245,455              | $162,009                              | [ 23 ]        |
| 24             | Xander Bogaerts         | San Diego Padres       | Bóng chày          | 11 năm (2023–2033)  | $280,000,000          | $25,454,545              | $157,127                              | [ 24 ]        |
| 25 (đồng hạng) | Joe Burrow‡             | Cincinnati Bengals     | Bóng bầu dục Mỹ    | 5 năm (2024–2029)   | $275,000,000          | $55,000,000              | $3,235,294                            | [ 25 ]        |
| 25 (đồng hạng) | Trevor Lawrence‡        | Jacksonville Jaguars   | Bóng bầu dục Mỹ    | 5 năm (2024–2029)   | $275,000,000          | $55,000,000              | $3,235,294                            | [ 26 ]        |
| 25 (đồng hạng) | Alex RodriguezR         | New York Yankees*      | Bóng chày          | 10 năm (2008–2017)  | $275,000,000          | $27,500,000              | $169,753                              | [ 28 ]        |
| 28             | Nikola Jokić            | Denver Nuggets         | Bóng rổ            | 5 năm (2023–2028)   | $264,000,000          | $52,800,000              | $643,902                              | [ 29 ]        |
| 29             | Justin Herbert‡         | Los Angeles Chargers   | Bóng bầu dục Mỹ    | 5 năm (2024–2029)   | $262,500,000          | $52,500,000              | $3,088,235                            | [ 30 ]        |
| 30 (đồng hạng) | Lamar Jackson‡          | Baltimore Ravens       | Bóng bầu dục Mỹ    | 5 năm (2023–2027)   | $260,000,000          | $52,000,000              | $3,058,823                            | [ 31 ]        |
| 30 (đồng hạng) | Nolan Arenado           | Colorado Rockies*      | Bóng chày          | 8 năm (2019–2026)   | $260,000,000          | $32,500,000              | $200,617                              | [ 32 ]        |
| 32             | Josh Allen‡             | Buffalo Bills          | Bóng bầu dục Mỹ    | 6 năm (2021–2028)   | $258,000,000          | $43,000,000              | $2,529,412                            | [ 33 ]        |
| 33             | Jalen Hurts‡            | Philadelphia Eagles    | Bóng bầu dục Mỹ    | 5 năm (2023–2027)   | $255,000,000          | $51,000,000              | $3,000,000                            | [ 33 ]        |
| 34             | Alex RodriguezR         | Texas Rangers*         | Bóng chày          | 10 năm (2001–2010)  | $252,000,000          | $25,200,000              | $155,555                              | [ 34 ]        |
| 35             | Bradley Beal            | Washington Wizards     | Bóng rổ            | 5 năm (2022–2027)   | $251,000,000          | $50,200,000              | $612,195                              | [ 35 ]        |
| 36             | Miguel CabreraR         | Detroit Tigers         | Bóng chày          | 8 năm (2016–2023)   | $248,000,000          | $31,000,000              | $191,358                              | [ 36 ]        |
| 37 (đồng hạng) | Anthony Rendon          | Los Angeles Angels     | Bóng chày          | 7 năm (2020–2026)   | $245,000,000          | $35,000,000              | $216,049                              | [ 37 ]        |
| 37 (đồng hạng) | Stephen StrasburgInjury | Washington Nationals   | Bóng chày          | 7 năm (2020–2026)   | $245,000,000          | $35,000,000              | $216,049                              | [ 38 ]        |
| 39             | Russell Wilson‡         | Denver Broncos         | Bóng bầu dục Mỹ    | 5 năm (2022–2026)   | $242,588,236          | $48,517,647              | $2,853,979                            | [ 39 ]        |
| 40 (đồng hạng) | Albert PujolsR          | Los Angeles Angels*    | Bóng chày          | 10 năm (2012–2021)  | $240,000,000          | $24,000,000              | $148,148                              | [ 40 ]        |
| 40 (đồng hạng) | Robinson Canó           | Seattle Mariners*      | Bóng chày          | 10 năm (2014–2023)  | $240,000,000          | $24,000,000              | $148,148                              | [ 41 ]        |
| 42 (đồng hạng) | Kyler Murray‡           | Arizona Cardinals      | Bóng bầu dục Mỹ    | 5 năm (2022–2026)   | $230,500,000          | $46,100,000              | $2,711,765                            | [ 42 ]        |
| 42 (đồng hạng) | Deshaun Watson          | Cleveland Browns       | Bóng bầu dục Mỹ    | 5 năm (2022–2026)   | $230,000,000          | $46,000,000              | $2,705,882                            | [ 43 ]        |
| 44             | Giannis Antetokounmpo   | Milwaukee Bucks        | Bóng rổ            | 5 năm (2021–2026)   | $228,200,830          | $45,640,166              | $556,587                              | [ 44 ] [ 45 ] |
| 45             | James Harden            | Houston Rockets*       | Bóng rổ            | 6 năm (2017–2023)   | $228,000,000          | $38,000,000              | $463,414                              | [ 46 ]        |
| 46             | Joey Votto              | Cincinnati Reds        | 10 năm (2014–2023) | $225,000,000        | $22,500,000           | $138,888                 | [ 47 ]                                |               |
| 47 (đồng hạng) | Devin Booker            | Phoenix Suns           | Bóng rổ            | 4 năm (2024–2028)   | $224,000,000          | $56,000,000              | $682,927                              | [ 48 ]        |
| 47 (đồng hạng) | Karl-Anthony Towns      | Minnesota Timberwolves | Bóng rổ            | 4 năm (2024–2028)   | $224,000,000          | $56,000,000              | $682,927                              | [ 49 ]        |
| 49             | David Price             | Boston Red Sox*        | Bóng chày          | 7 năm (2016–2022)   | $217,000,000          | $31,000,000              | $191,358                              | [ 50 ]        |
| 50             | Stephen Curry           | Golden State Warriors  | Bóng rổ            | 4 năm (2022–2026)   | $215,353,664          | $53,838,416              | $656,566                              | [ 51 ]        |
| 51             | Zach LaVine             | Chicago Bulls          | Bóng rổ            | 5 năm (2022–2027)   | $215,200,000          | $43,040,000              | $656,098                              | [ 52 ]        |
| 52             | Trae Young              | Atlanta Hawks          | Bóng rổ            | 5 năm (2022–2027)   | $215,159,700          | $43,031,940              | $524,778                              | [ 53 ]        |
| 53 (đồng hạng) | Clayton Kershaw         | Los Angeles Dodgers    | Bóng chày          | 7 năm (2014–2020)   | $215,000,000          | $30,714,286              | $189,594                              | [ 54 ]        |
| 53 (đồng hạng) | Christian Yelich        | Milwaukee Brewers      | Bóng chày          | 9 năm (2020–2028)   | $215,000,000          | $23,888,889              | $147,462                              | [ 55 ]        |
| 55             | Prince FielderR         | Detroit Tigers*        | Bóng chày          | 9 năm (2012–2020)   | $214,000,000          | $23,777,778              | $146,776                              | [ 56 ]        |
| 56             | Jared Goff‡             | Detroit Lions          | Bóng bầu dục Mỹ    | 4 năm (2025–2029)   | $212,000,000          | $53,000,000              | $3,117,647                            | [ 57 ]        |
| 57             | Max Scherzer            | Washington Nationals*  | Bóng chày          | 7 năm (2015–2021)   | $210,000,000          | $30,000,000              | $185,185                              | [ 58 ]        |
| 58             | Julio Rodríguez         | Seattle Mariners       | Bóng chày          | 13 năm (2022–2034)  | $209,300,000          | $17,441,667              | $107,665                              | [ 59 ]        |
| 59             | Luka Dončić             | Dallas Mavericks       | Bóng rổ            | 5 năm (2022–2027)   | $207,060,000          | $41,412,000              | $505,024                              | [ 60 ]        |
| 60             | Russell Westbrook       | Oklahoma City Thunder* | Bóng rổ            | 5 năm (2018–2023)   | $206,794,070          | $41,358,814              | $504,375                              | [ 61 ]        |
| 61             | Zack Greinke            | Arizona Diamondbacks*  | Bóng chày          | 6 năm (2016–2021)   | $206,500,000          | $34,416,667              | $212,448                              | [ 62 ]        |
| 62             | Rudy Gobert             | Utah Jazz*             | Bóng rổ            | 5 năm (2021–2026)   | $205,000,000          | $41,000,000              | $500,000                              | [ 63 ]        |
| 63             | Stephen Curry           | Golden State Warriors  | Bóng rổ            | 5 năm (2017–2022)   | $201,158,790          | $40,231,758              | $490,631                              | [ 64 ]        |
| 64             | Carlos Correa           | Minnesota Twins        | Bóng chày          | 6 năm (2023–2028)   | $200,000,000          | $33,333,333              | $205,761                              | [ 65 ]        |
| 65             | Kevin Durant            | Brooklyn Nets          | Bóng rổ            | 4 năm (2022–2026)   | $197,656,906          | $49,414,227              | $602,613                              | [ 66 ]        |
| 66             | Ja Morant               | Memphis Grizzlies      | Bóng rổ            | 5 năm (2023–2027)   | $197,230,450          | $39,446,090              | $481,050                              | [ 67 ]        |
| 67             | Klay Thompson           | Golden State Warriors  | Bóng rổ            | 5 năm (2019–2024)   | $189,903,600          | $37,980,720              | $463,179                              | [ 68 ]        |
| 68             | Derek JeterR            | New York Yankees       | Bóng chày          | 10 năm (2001–2010)  | $189,000,000          | $18,900,000              | $116,666                              | [ 69 ]        |
| 69             | Jimmy Butler            | Miami Heat             | Bóng rổ            | 4 năm (2022–2026)   | $186,592,000          | $46,648,000              | $568,878                              | [ 70 ]        |
| 70             | Giannis Antetokounmpo   | Milwaukee Bucks        | Bóng rổ            | 3 năm (2025–2028)   | $186,000,000          | $62,000,000              | $756,098                              | [ 71 ]        |
| 71             | Jacob deGrom            | Texas Rangers          | Bóng chày          | 5 năm (2023–2027)   | $185,000,000          | $37,000,000              | $228,395                              | [ 72 ]        |
| 72             | Joe MauerR              | Minnesota Twins        | Bóng chày          | 8 năm (2011–2018)   | $184,000,000          | $23,000,000              | $141,975                              | [ 73 ]        |
| 73             | Jason Heyward           | Chicago Cubs           | Bóng chày          | 8 năm (2016–2023)   | $184,000,000          | $23,000,000              | $141,975                              | [ 74 ]        |
| 74 (đồng hạng) | Kris Bryant             | Colorado Rockies       | Bóng chày          | 7 năm (2022–2028)   | $182,000,000          | $26,000,000              | $160,493                              | [ 75 ]        |
| 74 (đồng hạng) | Wander Franco           | Tampa Bay Rays         | Bóng chày          | 11 năm (2022–2032)  | $182,000,000          | $16,545,455              | $102,132                              | [ 76 ]        |
| 76 (đồng hạng) | Mark TeixeiraR          | New York Yankees*      | Bóng chày          | 8 năm (2009–2016)   | $180,000,000          | $22,500,000              | $138,888                              | [ 77 ]        |
| 76 (đồng hạng) | Justin Verlander        | Detroit Tigers*        | Bóng chày          | 7 năm (2013–2019)   | $180,000,000          | $25,714,286              | $158,730                              | [ 78 ]        |
| 76 (đồng hạng) | Kirk Cousins            | Atlanta Falcons        | Bóng bầu dục Mỹ    | 4 năm (2024–2027)   | $180,000,000          | $45,000,000              | $2,674,059                            | [ 79 ]        |
| 76 (đồng hạng) | Tobias Harris           | Philadelphia 76ers     | Bóng rổ            | 5 năm (2019–2024)   | $180,000,000          | $36,000,000              | $429,024                              | [ 80 ]        |
| 80             | Khris Middleton         | Milwaukee Bucks        | Bóng rổ            | 5 năm (2019–2024)   | $177,500,000          | $35,500,000              | $432,926                              | [ 81 ]        |
| 81             | Deshaun Watson‡         | Houston Texans*        | Bóng bầu dục Mỹ    | 6 năm (2020–2025)   | $177,500,000          | $29,583,333              | $1,740,196                            | [ 82 ]        |
| 82             | Ben Simmons             | Philadelphia 76ers*    | Bóng rổ            | 5 năm (2020–2025)   | $177,243,360          | $35,448,672              | $432,301                              | [ 83 ]        |
| 83             | Dansby Swanson          | Chicago Cubs           | Bóng chày          | 7 năm (2023–2029)   | $177,000,000          | $25,285,714              | $156,085                              | [ 84 ]        |
| 84             | Paul George             | Los Angeles Clippers   | Bóng rổ            | 4 năm (2021–2025)   | $176,265,468          | $44,066,367              | $544,029                              | [ 45 ]        |
| 85 (đồng hạng) | Kawhi Leonard           | Los Angeles Clippers   | Bóng rổ            | 4 năm (2021–2025)   | $176,265,152          | $44,066,288              | $544,028                              | [ 85 ]        |
| 85 (đồng hạng) | Damian Lillard          | Portland Trail Blazers | Bóng rổ            | 4 năm (2021–2025)   | $176,265,152          | $44,066,288              | $544,028                              | [ 86 ]        |
| 87 (đồng hạng) | Félix Hernández         | Seattle Mariners*      | Bóng chày          | 7 năm (2013–2019)   | $175,000,000          | $25,000,000              | $154,320                              | [ 87 ]        |
| 87 (đồng hạng) | Stephen Strasburg       | Washington Nationals   | Bóng chày          | 7 năm (2017–2023)   | $175,000,000          | $25,000,000              | $154,320                              | [ 88 ]        |
| 87 (đồng hạng) | Marcus Semien           | Texas Rangers          | Bóng chày          | 7 năm (2022–2028)   | $175,000,000          | $25,000,000              | $154,320                              | [ 89 ]        |
| 90             | Shai Gilgeous-Alexander | Oklahoma City Thunder  | Bóng rổ            | 5 năm (2022–2027)   | $172,550,000          | $34,510,000              | $420,854                              | [ 90 ]        |
| 91 (đồng hạng) | Blake Griffin           | Los Angeles Clippers*  | Bóng rổ            | 5 năm (2017–2022)   | $171,174,820          | $34,234,964              | $417,499                              | [ 91 ]        |
| 91 (đồng hạng) | John Wall               | Washington Wizards*    | Bóng rổ            | 4 năm (2019–2023)   | $171,174,820          | $42,793,708              | $521,874                              | [ 92 ]        |
| 93             | Nick Bosa‡              | San Francisco 49ers    | Bóng bầu dục Mỹ    | 5 năm (2024–2029)   | $170,000,000          | $34,000,000              | $2,000,000                            | [ 93 ]        |
| 94             | Matt Olson              | Atlanta Braves         | Bóng chày          | 8 năm (2022–2029)   | $168,000,000          | $21,000,000              | $129,630                              | [ 94 ]        |
| 95             | Buster PoseyR           | San Francisco Giants   | Bóng chày          | 9 năm (2013–2021)   | $167,000,000          | $18,555,556              | $114,540                              | [ 95 ]        |
| 96             | Kevin Durant            | Golden State Warriors* | Bóng rổ            | 4 năm (2019–2023)   | $164,255,700          | $41,063,925              | $500,799                              | [ 96 ]        |
| 97             | José Altuve             | Houston Astros         | Bóng chày          | 7 năm (2018–2024)   | $163,500,000          | $23,357,143              | $144,179                              | [ 97 ]        |
| 98 (đồng hạng) | Bam Adebayo             | Miami Heat             | Bóng rổ            | 5 năm (2021–2026)   | $163,000,590          | $32,600,118              | $397,562                              | [ 98 ]        |
| 98 (đồng hạng) | De'Aaron Fox            | Sacramento Kings       | Bóng rổ            | 5 năm (2021–2026)   | $163,000,590          | $32,600,118              | $397,562                              | [ 99 ]        |
| 98 (đồng hạng) | Donovan Mitchell        | Utah Jazz*             | Bóng rổ            | 5 năm (2021–2026)   | $163,000,590          | $32,600,118              | $397,562                              | [ 100 ]       |
| 98 (đồng hạng) | Jayson Tatum            | Boston Celtics         | Bóng rổ            | 5 năm (2021–2026)   | $163,000,590          | $32,600,118              | $397,562                              | [ 101 ]       |

Cước chú
1. ↑  Chỉ dựa trên số trận đấu trong mùa giải thông thường (không bao gồm bất kỳ trận đấu playoff nào). Trong môn bóng chày, các vận động viên ném bóng xuất phát thường ném bóng sau mỗi 5 trận đấu, nghỉ ngơi trong khoảng thời gian giữa các lần xuất phát. Trong bóng đá, các đội tham gia vào nhiều giải đấu trong một mùa giải—các trận đấu trong giải VĐQG, cúp quốc gia và thường là các giải đấu cấp châu lục.
2. 1 2  680 triệu USD trong hợp đồng của Ohtani sẽ được hoãn lại cho đến khi hết hạn. Anh sẽ nhận được 2 triệu đô la mỗi năm trong 10 năm thời hạn của hợp đồng và phần còn lại sẽ được trả ở mức 68 triệu đô la mỗi năm trong 10 năm tiếp theo.[1]
3. ↑  Dựa trên thông tin sau:
  - 38 trận La Liga mỗi mùa.
  - Tối thiểu một trận đấu trong mỗi giải đấu cúp quốc gia của Tây Ban Nha, Copa del Rey.
  - Con số này không bao gồm các trận giao hữu trước mùa giải, dù là trong nước hay quốc tế.
4. ↑   Hợp đồng của Ronaldo có thời hạn 2 năm rưỡi, bắt đầu từ ngày 1 tháng 1 năm 2023 và kết thúc vào ngày 30 tháng 6 năm 2025.
Anh sẽ nhận được 107.668.409 đô la cho nửa mùa giải anh thi đấu từ ngày 1 tháng 1 năm 2023–30 tháng 6 năm 2023;
Sau đó, anh sẽ nhận được 214.384.204,50 đô la/mùa cho mỗi mùa trong số hai mùa giải đầy đủ mà anh sẽ chơi từ ngày 1 tháng 7 năm 2023 đến ngày 30 tháng 6 năm 2025.
5. ↑  Dựa trên thông tin sau:
  - 30 trận đấu Saudi Pro League mỗi mùa
  - Tối thiểu một trận đấu trong mỗi giải đấu cúp quốc gia của Ả Rập Xê Út
  - Con số này không bao gồm các trận giao hữu trước mùa giải, dù là trong nước hay quốc tế.
6. ↑  Mahomes đã ký hợp đồng gia hạn 10 năm vào ngày 6 tháng 7 năm 2020. Khi thỏa thuận được báo cáo lần đầu tiên, nó được cho là có thời hạn 10 năm với giá 503 triệu đô la. Sau đó, người ta tiết lộ rằng số tiền này bao gồm những năm cuối cùng của hợp đồng mà anh ký vào thời điểm đó, kéo dài cho đến cuối mùa giải NFL 2021 và số tiền còn lại trong hợp đồng đó.
7. 1 2  Phản ánh sự mở rộng của mùa giải NFL thông thường từ 16 lên 17 trận vào năm 2021.
8. ↑  Dựa trên thông tin sau:
  - 30 trận đấu Saudi Pro League mỗi mùa
  - Tối thiểu một trận đấu trong mỗi giải đấu cúp quốc gia của Ả Rập Xê Út
  - Con số này không bao gồm các trận giao hữu trước mùa giải, dù là trong nước hay quốc tế.
9. ↑  Machado đã gia hạn hợp đồng của mình bằng cách sử dụng quyền chọn không tham gia sau mùa giải 2023 để có thể ký được một thỏa thuận mới.
10. ↑  Mức lương năm 2014 của Alex Rodriguez bị giảm xuống còn 2.868.853 USD do anh bị đình chỉ thi đấu kéo dài một mùa giải liên quan đến vụ bê bối bóng chày Biogen.[27]
11. ↑  Khoản gia hạn 5 năm của Justin Herbert bao gồm 133,7 triệu USD được đảm bảo đầy đủ, 193,7 triệu USD kèm theo bảo đảm chấn thương và có khả năng tăng lên 218,7 triệu USD được đảm bảo.
12. ↑  Rodriguez và Greinke lần lượt chọn không tiếp tục hợp đồng sau mùa giải 2007 và 2015.
13. ↑  Dựa trên thông tin sau:
Dựa trên phiếu bầu MVP 2022–2028
0 lần được Top 10 phiếu bầu: 8 năm, 200 triệu USD (25 triệu USD mỗi năm)
2 lần được Top 10 phiếu bầu: 8 năm, 240 triệu USD (30 triệu USD mỗi năm)
4 lần được Top 10 phiếu bầu: 8 năm, 260 triệu USD (32,5 triệu USD hàng năm)
1 Chiến thắng + 1 phiếu bầu cho Top 5 hoặc 3 phiếu bầu cho Top 5: 8 năm, 280 triệu USD (35 triệu USD hàng năm)
2 chiến thắng hoặc 4 phiếu bầu cho Top 5: 10 năm, 350 triệu USD (35 triệu USD hàng năm)
Nếu đội từ chối tùy chọn năm 2030, đội sẽ chuyển sang tùy chọn của cầu thủ 5 năm trị giá 90 triệu đô la (2030–2034)
Thang tùy chọn cầu thủ:
8 giải Silver Slugger hoặc All-Star kết hợp: 5 năm, 100 triệu USD (20 triệu USD hàng năm)
10 giải Silver Slugger hoặc All-Star kết hợp: 5 năm, 110 triệu USD (22 triệu USD hàng năm)
1 MVP + 2 giải All-Star: 5 năm, 125 triệu USD (25 triệu USD hàng năm)
14. ↑  Thời hạn hợp đồng bao gồm 2 năm còn lại trong hợp đồng tân binh của Watson, cộng với khoản gia hạn 4 năm trị giá 156 triệu USD.
15. ↑  Tổng giá trị hợp đồng tân binh còn lại cộng với gia hạn.
16. ↑  Bao gồm điều khoản thang được kích hoạt khi Simmons được ghi tên vào All-NBA third team năm 2019–20.
17. ↑  Hợp đồng của Gilgeous-Alexander bao gồm một điều khoản thang rằng sẽ tăng tổng giá trị của nó lên 207.060.000 đô la nếu anh được ghi tên vào đội All-NBA ở bất kỳ cấp độ nào trong mùa giải 2021–22.[90]
18. ↑  Durant thực hiện tùy chọn hủy bỏ năm cuối cùng của hợp đồng này vào mùa giải 2021, ngay sau đó ký gia hạn mới có hiệu lực trong mùa giải 2022–23.

R – đã giải nghệ

Injury – Khi vẫn còn thời hạn hợp đồng, VĐV kết thúc sự nghiệp vì chấn thương

* – rời đội (hoặc công ty phát trực tuyến) trước khi hết hạn hợp đồng

‡ – toàn bộ lương theo hợp đồng không được đảm bảo

(đồng hạng) – điểm của hai vận động viên trở lên được đề cập ở trên trước đây được coi là bằng nhau nếu hợp đồng của họ được ký trong một khung thời gian nhất định với tỷ lệ lạm phát không đáng kể (trong cùng một năm)